# Urizarra
Urizarra es un despoblado que actualmente forma parte del concejo de Peñacerrada, que está situado en el municipio de Peñacerrada, en la provincia de Álava, País Vasco (España).

## Toponimia
A lo largo de los siglos ha sido conocido también con los nombres de Hurizarra y Urizarraon.

## Historia
Documentado desde el siglo XIII, es la primitiva ubicación del actual concejo de Peñacerrada, situado cerca de este concejo, en la otra orilla del río Inglares, en un cerro en el que en la actualidad se vislumbran algunos restos del castillo de su nombre.
La iglesia de Nuestra Señora parece ser que sobrevivió hasta las guerras carlistas.
Los habitantes de este despoblado pasaron a mediados del siglo XIII a fundar el actual concejo de Peñacerrada.
Actualmente sus tierras son conocidas con el topónimo de Urizarra.